# VOX (독일의 텔레비전 채널)

VOX는 독일의 민영 방송이다. 1993년 1월 25일에 개국하였다. 주로 미국 드라마 및 영화, 다큐멘터리 등을 방송한다.
현재 룩셈부르크에 본사를 둔 RTL 그룹의 계열의 독일 미디어 그룹 Mediengruppe RTL Deutschland가 99.7%를 소유하고 있다. 개국 당시에 RTL 그룹(당시 UFA)의 지분은 24.9%였으나 현재 여러 인수 과정을 거쳐 현재에 이르고 있다.
비공식 별칭으로 'Westschienenkanal'이라고 부르는데, 이것은 RTL 텔레비전이 Nordschienenkanal, SAT.1가 Sudschienenkanal'이라는 별칭으로 부른데서 비롯되었다.

## 자매 채널
- RTL 텔레비전, RTL II, Super RTL, N-tv, RTL Crime, RTL Living, Passion, RTL Nitro